# Boulevardier
Il Boulevardier è un cocktail nato nel 1927, come variante del Negroni. La sua ricetta prevede l'utilizzo di bourbon whisky al posto del gin, con bitter Campari e vermouth rosso.
È un cocktail riconosciuto ufficialmente dall'IBA. 

## Storia
L'origine del cocktail è attribuita a Harry Mc Elhone, barman dell'Harry's Bar di Parigi. Harry Mc Elhone preparò allo scrittore Erskine Gwynne un drink a base di Vermouth dolce, Bourbon Whiskey e Campari, riportato nel libro "Barflies and Cocktail" del 1927 con il nome "Boulevardier" in onore all'omonimo mensile di moda redatto dallo stesso scrittore.

## Composizione
- 4 cl Bourbon
- 2.5 cl Vermouth
- 2.5 cl Campari Bitter

## Preparazione
La tecnica di preparazione più diffusa è il Throwing, anche se alcuni bartender preferiscono utilizzare il Mix&Strain per gestire meglio la diluizione. Lo stesso vale per il bicchiere utilizzato, originariamente viene servito straight up e cioè nella classica coppa cocktail senza ghiaccio, altri invece lo preferiscono in un bicchiere Old Fashioned colmo di ghiaccio. In ogni caso si utilizzano gli oli essenziali dell'arancia al termine della preparazione per conferire al drink un aroma agrumato e piacevole.